# Magical Ring
Magical Ring to siódmy album irlandzkiej grupy Clannad grającej muzykę folk. Został wydany w roku 1983 przez wydawnictwo RCA Records. Nowe brzmienia tej płyty zawiera m.in. utwór "Harry's Game", który wyniósł zespół na szczyty list przebojów.

## Lista utworów
1. "Theme From Harry's Game" – 2:30
2. "Tower Hill" – 3:51
3. "Seachrán Chairn tSiail" – 2:20
4. "Passing Time" – 3:44
5. "Coinleach Glas An Fhómhair" – 5:57
6. "I See Red" – 4:23
7. "Tá 'Mé Mo Shuí" – 3:13
8. "Newgrange" – 4:03
9. "The Fairy Queen" – 2:40
10. "Thíos Fá'n Chósta" – 3:16
11. "Coinleach Glas An Fhómhair - Cantoma Mix" - 6:20 (Tylko na reedycji)